# 脾虚
脾虚（ひきょ）とは、漢方医学で言う消化器系や循環器系など全般の機能低下によりおこる症状を言う。

## 概要
漢方医学では六臓のうち脾（現在の膵臓も含む）は五行思想で言う土を司る機能を指し、六腑で言えば胃、五官で言えば口、五体で言えば肌肉に相当するため脾の機能の低下は（西欧医学で言う脾臓や膵臓の機能障害とは異なる）背中が痛む、放屁が多いなどがあらわれるとされる。漢方医学では
対処としては
鍼灸においては五行や東洋医学の治療方針の関係から五行では自経が虚すれば、その母を補うとされており、この場合、土の気である脾が虚すれば火の気である母の心を補えとされており、脾経の大都穴、心経の少府穴が用いられる。